# 赤穂美紀
赤穂 美紀（あこう みき）は、日本のラテンシンガー・サルサダンサー・オペラ歌手。

## 来歴
大阪府高槻市出身。
大阪音楽大学短期大学部ミュージカル科を卒業後、本格的にプロとしての活動を開始する。
1997年、ラテン歌手のあい御影氏の率いるキューバ音楽旅行に参加。
1998年にはハバナで開催された、キューバ日本移民百周年記念コンサートに参加する。
1999年より、一年に一度のソロコンサートを始める。このソロコンサートは11回目にあたる2009年まで毎年開催された。
また同年、プエルトリコで開催されたワールドサルサコングレスにチェベレダンスカンパニーの一員として参加する。
2000年と2001年の2年連続で、ロサンゼルスで開催されたワールドサルサコングレスに出場する。
2002年には、サルサの本場であるキューバへ単身音楽とダンスの修行へ行く。
2003年、アントニオ古賀が理事長を務める日本ラテンアメリカ音楽協会主催のコンクールにおいて全国優勝を果たす。
世界の舞台「ワールドサルサコングレス」では日本代表として出場し、サルサダンスインストラクターとしても長きにわたり後進の育成にも力を注いでいる。
2010年には、「ラテンで日本を元気にする」というコンセプトの下、全国からラテンミュージシャンを招聘して開催された野外フェスティバル「Paradise Journey」の実行委員長を務め、イベントを成功へ導いた。
2012年にオペラ歌手の花月真からの抜擢により、オペラ「カルメン」の主役でオペラ歌手デビューを果たす。

## CD&DVD
- You Are My Angel〜情熱のラテンコンサート〜(2006年)
- サルサ・ダンス教則DVD「Salsa Passion」(2007年)
- 浜辺の歌(2008年)
- ラテンアメリカ歌の旅(2009年)
- OjOs-視線-(WIWI SEEED RECORDS、ojos101123、2010年)

## メディア出演・掲載実績
- 神戸新聞（2011年10月14日付）